# 478
Évszázadok: 4. század – 5. század – 6. század
Évtizedek: 420-as évek – 430-as évek – 440-es évek – 450-es évek – 460-as évek – 470-es évek – 480-as évek – 490-es évek – 500-as évek – 510-es évek – 520-as évek
Évek: 473 – 474 – 475 – 476 –  477 – 478 – 479 – 480 – 481 – 482 – 483

## Események

### Bizánci Birodalom
- Zénón császár anyósa, Verina (aki korábban részt vett abban az összeesküvésben, amely elűzte Zénónt és Basziliszkoszt ültette a trónra) megpróbálja meggyilkoltatni Illosz hadvezért (aki szintén részt vett az összeesküvésben, de aztán átállt Zénón oldalára). Miután az elfogott orgyilkos bevallja megbízójának nevét, Verinát egy Tarszosz-hegységbeli kolostorba száműzik.
- Zénón szövetséget köt a pannóniai osztrogótok királyával, az Amal nemzetségből származó Theodorickal a trákiai gótok lázadó vezérével, Theodoric Straboval szemben. A császár terve (miszerint a két gót sereg lemészárolja egymást) nem válik be, a két Theodoric kiegyezik egymással és a rómaiak ellen fordulnak. Zénón megpróbálja lefizetni Thedoric Amalt, aki visszautasítja az ajánlatát és seregével pusztítva, fosztogatva a Nyugat-Balkán felé indul. Thedoric Strabo viszont kiegyezik a császárral, aki kifizeti 13 ezer katonájának zsoldját és a vezérnek főparancsnoki címet adományoz.

## Születések
- Narszész, bizánci hadvezér

## Halálozások
- Troyesi Lupus, püspök

## Fordítás
- Ez a szócikk részben vagy egészben  a(z)   478 című angol Wikipédia-szócikk ezen változatának fordításán alapul.  Az eredeti cikk szerkesztőit annak laptörténete sorolja fel. Ez a jelzés csupán a megfogalmazás eredetét és a szerzői jogokat jelzi, nem szolgál a cikkben szereplő információk forrásmegjelöléseként.